# Воља синовљева
Воља синовљева је српски авантуристички научнофантастични филм из 2024. у режији Немање Ћеранића, према сценарију Страхиње Маџаревића.
Снимањe је првобитно кренулo 2017. године, али је услед финансијских потешкоћа прекинуто.
Током 2022. продукцију пројекта преузима кућа „Режим” Милоша Аврамовића и Аљоше Ћеранића уз подршку Телекома Србије, при чему ће са филмом настати и истоимена серија у осам наставака.
Премијера филма одржана је 26. новембра 2024.

## Радња
Воља синовљева је циклус епских песама постављених у постапокалиптичну будућност. То је прича о добру и злу од искона до данас; епска авантура инспирисана српском традицијом у далекој будућности после нуклеарне катастрофе. У свету без реда и закона владају хаос и анархија. Економија се заснива на робној размени, а највреднија валута је метак.
Радња се одвија у блиској, постапокалиптичној будућности, где мала заједница живи повученим животом на фарми: обрађује земљу и плаћају градске порезе.
Када град затражи већи део приноса, а вођа заједнице Абердар одбија да плати, банда убија једног од чланова, Бошка, Абердаровог најбољег пријатеља.
Абердаров син, Јован, изабран је да освети смрт њиховог палог брата.

## Улоге
| Глумац               | Улога          |
| -------------------- | -------------- |
| Игор Бенчина         | Јован          |
| Исидора Симијоновић  | Анђелија       |
| Марта Бјелица        | Марија         |
| Сергеј Трифуновић    | Туђин          |
| Јово Максић          | Гласник        |
| Петар Бенчина        | Богдан         |
| Иван Вујић           | Абердар други  |
| Светозар Цветковић   | Абердар        |
| Миодраг Радоњић      | Барјактар      |
| Милица Јаневски      | Суна           |
| Златан Видовић       | Глава          |
| Александар Ђурица    |                |
| Анита Манчић         |                |
| Жарко Лаушевић       | наратор Никола |
| Дубравко Јовановић   | гајдаш Илија   |
| Лидија Кордић        | Хајдучица      |
| Иван Ђорђевић        | Зидар          |
| Ненад Хераковић      | Бледи          |
| Васо Бакочевић       | Младин Брат    |
| Милош Биковић        | Вођа Покислих  |
| Милан Чучиловић      |                |
| Славко Лабовић       |                |
| Радоје Чупић         |                |
| Николија Јовановић   |                |
| Невена Станисављевић | Црвенокоса     |